# Nery Castillo Farías
Nery Castillo Farías fue un futbolista uruguayo, hermano de Gary Castillo y padre del mexicano Nery Castillo. Murió el 20 de diciembre de 2009 a causa de cáncer de tres semanas de hospitalización, meses después de la muerte de su esposa Myriam Confalonieri por el mismo motivo. 

## Clubes
| Club              | País   | Año         |
| ----------------- | ------ | ----------- |
| Atlético Potosino | México | 1975 - 1978 |
| Toluca            | México | 1978 - 1979 |
| Atlético Potosino | México | 1980 - 1983 |
| Tampico Madero    | México | 1983 - 1984 |
| Atlético Potosino | México | 1984 - 1989 |